# Jacqui Cooper
Jacqueline „Jacqui” Cooper (ur. 6 stycznia 1973 w Melbourne) – australijska narciarka dowolna. Jej największym sukcesem jest złoty medal w skokach akrobatycznych wywalczony podczas mistrzostw świata w Meiringen. Ponadto zdobyła także brązowe medale w tej samej konkurencji na mistrzostwach świata w Madonna di Campiglio oraz na mistrzostwach świata w Inawashiro. Jej najlepszym wynikiem olimpijskim jest 5. miejsce w skokach akrobatycznych na igrzyskach olimpijskich w Vancouver.
Najlepsze wyniki w Pucharze Świata osiągnęła w sezonach 1998/1999, 1999/2000 i 2000/2001, kiedy to triumfowała miejsce w klasyfikacji generalnej oraz w klasyfikacji skoków akrobatycznych. Małą kryształową kulę w klasyfikacji skoków akrobatycznych zdobywała także w sezonach 2006/2007 i 2007/2008. Ponadto w sezonach 1997/1998 i 2001/2002 była druga w klasyfikacji generalnej i klasyfikacji skoków.

## Osiągnięcia

### Igrzyska olimpijskie
| Miejsce | Dzień     | Rok  | Miejscowość | Konkurencja        | Zwyciężczyni    |
| ------- | --------- | ---- | ----------- | ------------------ | --------------- |
| 16.     | 13 lutego | 1994 | Lillehammer | Skoki akrobatyczne | Lina Cheryazova |
| 23.     | 18 lutego | 1998 | Nagano      | Skoki akrobatyczne | Nikki Stone     |
| 8.      | 22 lutego | 2006 | Turyn       | Skoki akrobatyczne | Evelyne Leu     |
| 5.      | 24 lutego | 2010 | Vancouver   | Skoki akrobatyczne | Lydia Lassila   |

### Mistrzostwa świata
| Miejsce | Dzień       | Rok  | Miejscowość          | Konkurencja        | Zwyciężczyni         |
| ------- | ----------- | ---- | -------------------- | ------------------ | -------------------- |
| 18.     | 16 lutego   | 1991 | Lake Placid          | Skoki akrobatyczne | Wasilisa Siemienczuk |
| 8.      | 14 marca    | 1993 | Altenmarkt           | Skoki akrobatyczne | Lina Cheryazova      |
| 8.      | 19 lutego   | 1995 | La Clusaz            | Skoki akrobatyczne | Nikki Stone          |
| 20.     | 9 lutego    | 1997 | Iizuna               | Skoki akrobatyczne | Kirstie Marshall     |
| 1.      | 13 marca    | 1999 | Meiringen            | Skoki akrobatyczne | -                    |
| 6.      | 20 stycznia | 2001 | Whistler             | Skoki akrobatyczne | Veronika Bauer       |
| 14.     | 18 marca    | 2005 | Ruka                 | Skoki akrobatyczne | Li Nina              |
| 3.      | 10 marca    | 2007 | Madonna di Campiglio | Skoki akrobatyczne | Li Nina              |
| 3.      | 4 marca     | 2009 | Inawashiro           | Skoki akrobatyczne | Li Nina              |

### Puchar Świata

#### Miejsca w klasyfikacji generalnej
- sezon 1991/1992: 59.
- sezon 1992/1993: 24.
- sezon 1993/1994: 24.
- sezon 1994/1995: 27.
- sezon 1995/1996: 32.
- sezon 1996/1997: 16.
- sezon 1997/1998: 4.
- sezon 1998/1999: 1.
- sezon 1999/2000: 1.
- sezon 2000/2001: 1.
- sezon 2001/2002: 2.
- sezon 2004/2005: 15.
- sezon 2005/2006: 39.
- sezon 2006/2007: 2.
- sezon 2007/2008: 2.
- sezon 2008/2009: 23.
- sezon 2009/2010: 64.

#### Miejsca na podium
1. Hasliberg – 2 marca 1997 (Skoki akrobatyczne) – 2. miejsce
2. Altenmarkt – 7 marca 1997 (Skoki akrobatyczne) – 3. miejsce
3. Piancavallo – 17 grudnia 1997 (Skoki akrobatyczne) – 3. miejsce
4. Mont Tremblant – 10 stycznia 1998 (Skoki akrobatyczne) – 2. miejsce
5. Whistler Blackcomb – 25 stycznia 1998 (Skoki akrobatyczne) – 2. miejsce
6. Breckenridge – 31 stycznia 1998 (Skoki akrobatyczne) – 1. miejsce
7. Châtel – 1 marca 1998 (Skoki akrobatyczne) – 1. miejsce
8. Hasliberg – 7 marca 1998 (Skoki akrobatyczne) – 1. miejsce
9. Mont Tremblant – 10 stycznia 1999 (Skoki akrobatyczne) – 1. miejsce
10. Steamboat Springs – 17 stycznia 1999 (Skoki akrobatyczne) – 1. miejsce
11. Heavenly Valley – 25 stycznia 1999 (Skoki akrobatyczne) – 2. miejsce
12. Altenmarkt – 9 lutego 1999 (Skoki akrobatyczne) – 1. miejsce
13. Mount Buller – 11 września 1999 (Skoki akrobatyczne) – 1. miejsce
14. Mount Buller – 12 września 1999 (Skoki akrobatyczne) – 1. miejsce
15. Deer Valley – 9 stycznia 2000 (Skoki akrobatyczne) – 1. miejsce
16. Heavenly Valley – 23 stycznia 2000 (Skoki akrobatyczne) – 2. miejsce
17. Piancavallo – 26 lutego 2000 (Skoki akrobatyczne) – 1. miejsce
18. Mount Buller – 12 sierpnia 2000 (Skoki akrobatyczne) – 1. miejsce
19. Mount Buller – 13 sierpnia 2000 (Skoki akrobatyczne) – 1. miejsce
20. Whistler Blackcomb – 2 grudnia 2000 (Skoki akrobatyczne) – 3. miejsce
21. Deer Valley – 6 stycznia 2001 (Skoki akrobatyczne) – 2. miejsce
22. Sunday River – 27 stycznia 2001 (Skoki akrobatyczne) – 1. miejsce
23. Himos – 10 marca 2001 (Skoki akrobatyczne) – 2. miejsce
24. Mount Buller – 8 września 2001 (Skoki akrobatyczne) – 1. miejsce
25. Mont Tremblant – 12 stycznia 2002 (Skoki akrobatyczne) – 1. miejsce
26. Lake Placid – 18 stycznia 2002 (Skoki akrobatyczne) – 2. miejsce
27. Mount Buller – 4 września 2004 (Skoki akrobatyczne) – 2. miejsce
28. Davos – 3 marca 2006 (Skoki akrobatyczne) – 1. miejsce
29. Jilin – 10 grudnia 2006 (Skoki akrobatyczne) – 2. miejsce
30. Mont Gabriel – 7 stycznia 2007 (Skoki akrobatyczne) – 1. miejsce
31. Deer Valley – 11 stycznia 2007 (Skoki akrobatyczne) – 1. miejsce
32. Apex – 25 lutego 2007 (Skoki akrobatyczne) – 1. miejsce
33. Lianhua – 21 grudnia 2007 (Skoki akrobatyczne) – 1. miejsce
34. Lianhua – 22 grudnia 2007 (Skoki akrobatyczne) – 1. miejsce
35. Lake Placid – 19 stycznia 2008 (Skoki akrobatyczne) – 1. miejsce
36. Deer Valley – 1 lutego 2008 (Skoki akrobatyczne) – 2. miejsce
37. Cypress Mountain – 10 lutego 2008 (Skoki akrobatyczne) – 1. miejsce
38. Inawashiro – 17 lutego 2008 (Skoki akrobatyczne) – 1. miejsce
39. Changchun – 19 grudnia 2008 (Skoki akrobatyczne) – 2. miejsce

- W sumie 24 zwycięstwa, 12 drugich i 3 trzecie miejsca.